# Sonic Dash
Sonic Dash es un videojuego móvil de carrera sin fin de 2013 desarrollado por Hardlight y publicado por Sega. Es el segundo juego de Sonic the Hedgehog de Hardlight, el primero fue el remake de Sonic Jump en 2012. El juego se lanzó en marzo de 2013 para iOS, en noviembre de 2013 para Android y diciembre de 2014 para Windows Phone y Microsoft Windows, junto con un lanzamiento de arcade en noviembre de 2015 como Sonic Dash Extreme. Inicialmente se lanzó como una aplicación de paga, pero se convirtió en un juego gratuito un mes después de su lanzamiento en iOS.
Como endless runner, el objetivo de Sonic Dash es evitar obstáculos y enemigos mientras recolecta anillos. Los jugadores pueden competir por posiciones más altas en las tablas de clasificación. Los anillos, que se pueden ganar a través del juego o comprar en la aplicación, permiten a los jugadores acceder a actualizaciones y personajes adicionales. Además, las misiones en el juego les dan a los jugadores un objetivo a alcanzar.
Hardlight, un estudio de desarrollo británico propiedad de Sega, comenzó a desarrollar Sonic Dash después de completar Sonic Jump. La selección del juego para el desarrollo provino de la insistencia del presidente y director de operaciones de la empresa matriz Sega Sammy Holdings, Haruki Satomi. Aunque el juego recibió críticas mixtas, Sonic Dash se descargó más de 350 millones de veces y generó más de US $ 10,1 millones en ingresos. Hardlight continúa apoyando el juego con actualizaciones, personajes adicionales y funciones. También se han producido secuelas basadas en Sonic Boom y Sonic Forces.

## Jugabilidad
Sonic Dash es un corredor sin fin, similar a Temple Run (2011) y Rayman Jungle Run (2012). El jugador dirige a Sonic u otro personaje a través de niveles  recolecta anillos y evita obstáculos y enemigos. A diferencia de otros juegos de la serie, Sonic avanza automáticamente en todo momento, de forma similar a Sonic and the Secret Rings. Los jugadores pueden compartir y competir por posiciones en las tablas de clasificación
El juego presenta gráficos en 3D, incluido un nivel establecido en un entorno basado en el nivel de Seaside Hill de Sonic Heroes. Los anillos se pueden recolectar en todos los niveles o comprar a través de microtransacciones, junto con los anillos de estrellas rojas. Los anillos acumulados y los anillos de estrellas rojas se pueden usar para comprar potenciadores, mejoras o desbloquear personajes jugables adicionales. El juego también cuenta con un sistema de misiones, que les da a los jugadores un objetivo al que apuntar mientras juegan.
El juego presenta varios personajes jugables del universo Sonic . Los personajes se desbloquean comprándolos con anillos de estrellas rojas o moneda del mundo real. Después del lanzamiento del juego, las actualizaciones adicionales agregaron personajes adicionales y nuevas características. El 31 de octubre de 2013, se lanzó una actualización que incluía una batalla de jefes contra Zazz, un miembro de los Deadly Six de Sonic Lost World. Una batalla de jefe similar contra el Doctor Eggman se agregó en una actualización posterior. Se han agregado al juego varios personajes de otras franquicias que no pertenecen a Sega como parte de eventos temporales de promoción cruzada, disponibles para desbloquear solo durante un período de tiempo limitado. Estos incluyen los personajes de Angry Birds Red, Chuck y Bomb durante junio de 2015; los personajes de Sanrio Hello Kitty, My Melody, Chococat y Badtz-Maru durante diciembre de 2016; y Pac-Man y Ms. Pac-Man en febrero de 2018. La versión para Android del juego también presenta un personaje exclusivo en la forma del robot Android. Se ha agregado contenido relacionado con la película Sonic the Hedgehog de 2020 , así como una función "Zone Builder".

## Desarrollo y lanzamiento
Sonic Dash fue desarrollado por Hardlight, un estudio de desarrollo de Sega Europe, Hardlight fue fundada por Chris Southall, un ex empleado de Codemasters que también ayudó a fundar Sega Racing Studio. Según Southall, el deseo de Sega de un mayor desarrollo de juegos móviles llevó a la fundación de Hardlight en 2012. Alrededor de la época del relanzamiento de Sonic Jump por Hardlight en octubre de 2012, el estudio estaba trabajando en el desarrollo de títulos en el Sonic the Hedgehog y Crazy Taxi series. Aunque inicialmente tuvo dificultades para decidir cuál desarrollar, Sega Sammy Holdings El presidente y director de operaciones (COO) Haruki Satomi vio una demostración de Sonic Dash y le gustó tanto que insistió en que se desarrollara. Southall declaró que el concepto de Sonic Dash comenzó con la observación de elementos de los juegos de Sonic y la decisión de qué aspectos del juego funcionarían en un teléfono móvil. Llamó a un juego de carrera en la pantalla "algo obvio" y no muy diferente de algunas secuencias de la serie de juegos de consola.
Sonic Dash estaba inicialmente programado para su lanzamiento en Navidad de 2012, pero no se lanzaría hasta marzo de 2013. En una entrevista de noviembre de 2012 con la revista británica de juguetes Toys 'n' Playthings, el empleado de Sega Europe, Sissel Henno, confirmó que Sega habría " varios títulos digitales nuevos "en 2013. El 28 de febrero de 2013, el título Sonic Dash fue visto en una lista de un perfil de LinkedIn. Poco después, el 1 de marzo de 2013, Sega confirmó la existencia del juego,  con un comunicado de prensa oficial el 4 de marzo. Se anunció que el juego sería exclusivamente para teléfonos móviles, siendo iOS la única plataforma mencionada explícitamente,  indicando que estaría disponible en la App Store "pronto". Aunque el juego se lanzó inicialmente como una aplicación paga, se hizo gratis un mes después. Según Southall, la decisión de hacer que la aplicación sea gratuita requirió una discusión interna significativa. Dijo: "Viniendo de una larga historia de consolas, el concepto de free-to-play para una compañía como Sega fue un tema candente de discusión". Se lanzó una versión de Android el 26 de noviembre de 2013,  y se produjo un lanzamiento de Windows Phone y PC el 3 de diciembre de 2014 Una versión en máquina de arcade también fue lanzada como Sonic Dash Extreme, después de ser revelada en la exposición de Atracciones IAAPA en Orlando, Florida en noviembre de 2015.
Según Southall en una entrevista de noviembre de 2017, Hardlight seguía trabajando en las actualizaciones de Sonic Dash.  En una entrevista de febrero de 2020, el nuevo gerente de estudio de Hardlight, Neall Jones, expresó la sorpresa del estudio por la longevidad de Sonic Dash, que se descargó más de 350 millones de veces y ganó más de 10,1 millones de dólares. Habló sobre la implementación de nuevas funciones para mantener el juego interesante, así como sobre las adiciones de la película Sonic the Hedgehog.

## Doblaje
Nota: Este juego no tiene voces en japonés.
| Personaje     | Actor de voz | Actor de voz   |
| Personaje     | Inglés       | Español        |
| Doctor Eggman | Mike Pollock | Francesc Belda |
| Zazz          | Liam O'Brien | Rafael Parra   |

## Recepción y descargas
El agregador de reseñas Metacritic etiquetó a Sonic Dash con "críticas mixtas o promedio". Scott Nichols de Digital Spy se refirió a él como "el mejor que Sonic ha jugado en un teléfono inteligente hasta ahora", mientras que Jim Squires de Gamezebo elogió el juego por ser "la primera vez en 20 años que Sega saca un Juego de Sonic al que tienes que jugar ". David Craddock de TouchArcade comparó a Sonic Dash favorablemente con las etapas especiales de Sonic the Hedgehog 2 
Chris Carter de Destructoid elogió los controles del juego y descubrió que los movimientos basados en "deslizar" funcionaban mejor que los basados en tilt que son típicos del género de los corredores sin fin.  Una reseña del personal de Edge elogió la suavidad del juego y la calidad de los gráficos, pero criticó la ubicación de los enemigos en el juego detrás de los obstáculos "cruelmente". Justin Davis de IGN elogió los controles ágiles y receptivos del juego mientras criticaba el diseño de niveles con enemigos colocados injustamente.
Carter criticó el juego por su naturaleza repetitiva y las compras en la aplicación que iban desde "no necesarias" hasta "bastante molestas". Al describir el sistema de clasificación del juego, Davis lo llamó "pay to win" y afirmó que "literalmente puedes pagar tu camino hasta la cima de estas tablas de clasificación si estás dispuesto a gastar suficientes anillos rojos premium". Rich Stanton de Eurogamer declaró que las compras dentro de la aplicación del juego se sentían motivadas por la codicia. Edge también habló sobre el catering del juego para compras dentro de la aplicación. Una revisión de MacLife refirió a Sonic Dash como un juego que "manipula los fundamentos y agrava las compras dentro de la app de mano dura".
Para junio de 2015, Sonic Dash se había descargado más de 100 millones de veces en múltiples plataformas diferentes y tenía 14 millones de jugadores por mes.  En noviembre de 2017, Sonic Dash tuvó un número de descargas de más de 300 millones de dólares, y fue más de 350 millones en marzo de 2020.

## Secuelas
Una secuela basada en la serie de televisión Sonic Boom, Sonic Dash 2: Sonic Boom , se lanzó suavemente en dispositivos Android en Canadá el 1 de julio de 2015,  y recibió un lanzamiento completo de iOS en octubre, junto con un posterior lanzamiento completo en Android.  Para la versión de iOS, el juego incluía compatibilidad con Apple Watch a través de una aplicación complementaria. Al igual que el juego original, Sonic Dash 2 también ha recibido "críticas mixtas o promedio" según Metacritic.
En 2017 se lanzó una versión móvil de Sonic Forces, Sonic Forces: Speed Battle. Presenta una jugabilidad similar a Sonic Dash, pero se basa en el modo multijugador competitivo en línea. En sus primeros cinco días de lanzamiento , Sonic Forces Speed Battle se había descargado 1.3 millones de veces, y alcanzó los 2 millones de descargas en sus primeras dos semanas. Para el 21 de abril de 2020, Sonic Forces Speed Battle se había descargado más de 50 millones de veces y alcanzó los 4,2 millones de dólares en ingresos. Ric Cowley, de Pocket Gamer, calificó el juego como "muy divertido de jugar, aunque probablemente sea mejor experimentarlo en ráfagas cortas".